# Kenny Cooper Sr.
Kenny Cooper Sr. (ur. 11 października 1946 w Blackpool) – angielski piłkarz, grający na pozycji bramkarza i trener.

## Kariera klubowa
Cooper rozpoczął karierę piłkarską w Anglii, gdzie w latach 1967–1970 grał głównie dla Fleetwood w Lancashire Combination i Northern Premier League. Pod koniec 1970 r. opuścił Fleetwood i wyemigrował do Stanów Zjednoczonych, gdzie w latach 1970–1979 grał dla Dallas Tornado.

## Kariera trenerska
W 1979 roku Cooper zakończył karierę piłkarską i został natychmiast zatrudniony jako następca Timo Liekoskiego na stanowisku głównego trenera Houston Summit of Major Indoor Soccer League. W 1992 roku drużyna Baltimore Blast, której Kenny Cooper przez 12 był trenerem, upadła. W lipcu 1992 roku Cooper Sr. odegrał kluczową rolę w powstaniu drużyny Baltimore Spirit. Był jej trenerem przez dwa lata. Następnie pełnił funkcję dyrektora generalnego i trenera drużyny znanej jako Tampa Bay Terror.

## Życie prywatne
Kenny jest ojcem piłkarza, grającego na pozycji napastnika, Kenny’ego Coopera.

## Filmografia
- 2023: FC Dallas Club Profile jako on sam[4]